# Lista de séries de televisão do Universo Cinematográfico Marvel
A séries de televisão do Universo Cinematográfico Marvel são séries de televisão americanas de super-herói baseadas em personagens que aparecem em publicações da Marvel Comics. Elas são ambientadas, ou inspiradas, no universo compartilhado da franquia de filmes do UCM.
O UCM se expandiu pela primeira vez para a televisão após a criação da Marvel Television em 2010, com esse estúdio produzindo 12 séries com a ABC Studios e sua divisão de produção ABC Signature Studios de setembro de 2013 a outubro de 2020. Estas estrearam em transmissão, streaming e a cabo respectivamente na ABC, Netflix, Hulu, e Freeform. As principais séries da ABC foram inspiradas pelos filmes e apresentaram personagens dos filmes. Um grupo conectado de séries para a Netflix foi produzido e tiveram crossovers entre si. Séries no gênero young-adult foram produzidas para Freeform e Hulu, enquanto o último também tinha um grupo de séries chamado "Adventure into Fear" planejado antes da Marvel Television ser fechada em dezembro de 2019.
Marvel Studios—o estúdio de produção por trás dos filmes—começou a produzir suas próprias séries em 2018 para o serviço de streaming Disney+, a primeira das quais está programada para estrear em janeiro de 2021. Pelo menos onze séries e um especial estão em desenvolvimento na Marvel Studios. Eles estão focadas em personagens secundários dos filmes, têm orçamentos muito maiores do que as séries da Marvel Television e se interconectam com os filmes de uma forma que a séries da Marvel Television não faziam.

## Desenvolvimento
Em junho de 2010, a Marvel Television foi lançada com Jeph Loeb como chefe. O estúdio começou a produzir séries de televisão inspiradas na franquia de filmes do Universo Cinematográfico Marvel, embora tivesse que estar ciente dos planos da Marvel Studios para os filmes para não interferir ao apresentar alguém ou algo ao universo. Joss Whedon, que dirigiu The Avengers (2012) para a Marvel Studios antes de co-criar Agents of S.H.I.E.L.D. para a Marvel Television, descreveu a relação entre as séries de televisão e os filmes do UCM como as séries obtendo "sobras" dos filmes. Em agosto de 2015, a Marvel Studios foi integrada na The Walt Disney Studios com o presidente Kevin Feige se reportando ao presidente da Walt Disney Studios, Alan Horn, em vez do diretor executivo da Marvel Entertainment, Isaac Perlmutter, enquanto a Marvel Television permaneceu sob o controle de Perlmutter. Isso foi visto como um alargamento da separação existente entre as divisões de cinema e televisão da Marvel, e tornando ainda menos provável que os filmes reconheceriam os eventos e personagens das séries. A única série da Marvel Television que teve envolvimento significativo da Marvel Studios foi Agent Carter.
Em setembro de 2018, a Marvel Studios estava desenvolvendo várias séries para o novo serviço de streaming da Disney, Disney +, centradas em personagens de "segundo escalão" dos filmes do UCM que não tinham e provavelmente não estrelariam seus próprios filmes; os atores que interpretaram os personagens dos filmes reprisam seus papéis para as séries. Feige estava assumindo uma "função prática" no desenvolvimento de cada série, focando na "continuidade da história" com os filmes e "lidando" com o retorno dos atores. Loeb afirmou que a Marvel Television continuaria a desenvolver novas séries do UCM, incluindo suas próprias séries no Disney+. Em março de 2019, Feige disse que as séries da Marvel Studios pegaria personagens dos filmes, mudaria e veria essas mudanças refletidas em filmes futuros; novos personagens introduzidos nas séries também podem passar a aparecer nos filmes. Em setembro de 2019, muitas das séries existentes da Marvel Television foram canceladas ou encerradas, e vários projetos em desenvolvimento não foram adiante. Variety relatou que a percepção da indústria sobre esses eventos era de que a Marvel Television estava sendo eliminada em favor das novas séries da Marvel Studios, que tinha acesso a personagens bem conhecidos do UCM e orçamentos muito maiores do que a séries da Marvel Television jamais teve. Um mês depois, Feige foi nomeado Diretor de Criação da Marvel Entertainment, com a Marvel Television passando para a Marvel Studios e executivos da Marvel Television reportando para Feige. No final de outubro, Loeb era esperado para deixar a Marvel no final do ano.
Em dezembro, Feige se referiu as séries da Marvel Studios como "um novo tipo de [história] cinematográfica que não fizemos antes" e indicou que as considerava as primeiras histórias do UCM na televisão, dizendo "pela primeira vez ... o UCM estará na tela da sua TV em casa no Disney+ e se interconectará com os filmes". No dia seguinte, a Marvel Television anunciou que concluiria trabalho em suas séries de televisão existentes, mas pararia de desenvolver novos projetos. A divisão foi encerrada.
Feige descreveu a abordagem da Marvel Studios para suas séries de televisão em janeiro de 2021, explicando que o streaming n Disney+ deu à Marvel Studios flexibilidade com os formatos de cada série. Ele disse que algumas estavam sendo desenvolvidas como minisséries "únicas" com o objetivo de levar a longa-metragens, embora temporadas adicionais pudessem ser adicionadas a elas no futuro. Outras séries sempre tiveram a intenção de cobrir várias temporadas e, ao mesmo tempo, estar conectadas aos filmes. Estas podem ter vários anos entre o lançamento das temporadas, semelhantes a séries como Game of Thrones e Stranger Things. Feige acrescentou que cada minissérie ou temporada deveria ter cerca de seis horas de conteúdo, mas isso seria dividido de maneiras diferentes dependendo da história que está sendo contada, como episódios de seis horas ou nove ou dez episódios de meia hora. As primeiras séries do Marvel Studios foram dirigidas por uma única pessoa, mas as séries posteriores têm vários diretores assumindo diferentes números de episódios. Feige disse que isso aconteceu devido a uma combinação de logística, as necessidades de cada história e "os próprios aprendizados internos do estúdio de fazer televisão de formato longo". Ele disse que o estúdio continuaria variando o número de diretores em futuras séries, conforme necessário.

## Marvel Television

### Séries da ABC
| Série                  | Temporada | Temporada | Episódios | Originalmente exibida  | Originalmente exibida   | Showrunner(s)                                   |
| Série                  | Temporada | Temporada | Episódios | Primeira exibição      | Última exibição         | Showrunner(s)                                   |
| ---------------------- | --------- | --------- | --------- | ---------------------- | ----------------------- | ----------------------------------------------- |
| Agents of S.H.I.E.L.D. |           | 1         | 22        | 24 de setembro de 2013 | 13 de maio de 2014      | Jed Whedon, Maurissa Tancharoen, e Jeffrey Bell |
| Agents of S.H.I.E.L.D. |           | 2         | 22        | 23 de setembro de 2014 | 12 de maio de 2015      | Jed Whedon, Maurissa Tancharoen, e Jeffrey Bell |
| Agents of S.H.I.E.L.D. |           | 3         | 22        | 29 de setembro de 2015 | 17 de maio de 2016      | Jed Whedon, Maurissa Tancharoen, e Jeffrey Bell |
| Agents of S.H.I.E.L.D. |           | 4         | 22        | 20 de setembro de 2016 | 16 de maio de 2017      | Jed Whedon, Maurissa Tancharoen, e Jeffrey Bell |
| Agents of S.H.I.E.L.D. |           | 5         | 22        | 1 de dezembro de 2017  | 18 de maio de 2018      | Jed Whedon, Maurissa Tancharoen, e Jeffrey Bell |
| Agents of S.H.I.E.L.D. |           | 6         | 13        | 10 de maio de 2019     | 2 de agosto de 2019     | Jed Whedon, Maurissa Tancharoen, e Jeffrey Bell |
| Agents of S.H.I.E.L.D. |           | 7         | 13        | 27 de maio de 2020     | 12 de agosto de 2020    | Jed Whedon, Maurissa Tancharoen, e Jeffrey Bell |
| Agent Carter           |           | 1         | 8         | 6 de janeiro de 2015   | 24 de fevereiro de 2015 | Tara Butters, Michele Fazekas, e Chris Dingess  |
| Agent Carter           |           | 2         | 10        | 19 de janeiro de 2016  | 1 de março de 2016      | Tara Butters, Michele Fazekas, e Chris Dingess  |
| Inhumans               |           | 1         | 8         | 29 de setembro de 2017 | 10 de novembro de 2017  | Scott Buck                                      |

A primeira série de televisão desenvolvida pela Marvel Television para fazer parte do Universo Cinematográfico Marvel foi Agents of S.H.I.E.L.D.; o piloto foi encomendado pela ABC em agosto de 2012. Em janeiro de 2014, a série Agent Carter foi anunciada; foi cancelada em maio de 2016. Naquele novembro, a Marvel anunciou Inhumans, baseada na espécie de mesmo nome, depois que um filme planejado estrelando os personagens foi removido do calendário da Marvel Studios. ABC cancelou a série em maio de 2018. Em julho de 2019, a sétima temporada de Agents de S.H.I.E.L.D. foi anunciada como a última. Loeb explicou um mês depois que as séries da ABC possuem conexões mais estreitas com os filmes do UCM em comparação com as outras séries da Marvel Television, especialmente com os protagonistas tanto de Agents of S.H.I.E.L.D. quanto de Agent Carter tendo se originados nos filmes.

### Séries da Netflix
| Série         | Temporada | Temporada | Episódios | Lançada originalmente  | Rede    | Showrunner(s)                      |
| ------------- | --------- | --------- | --------- | ---------------------- | ------- | ---------------------------------- |
| Daredevil     |           | 1         | 13        | 10 de abril de 2015    | Netflix | Steven S. DeKnight                 |
| Daredevil     |           | 2         | 13        | 18 de março de 2016    | Netflix | Doug Petrie e Marco Ramirez        |
| Daredevil     |           | 3         | 13        | 19 de outubro de 2018  | Netflix | Erik Oleson                        |
| Jessica Jones |           | 1         | 13        | 20 de novembro de 2015 | Netflix | Melissa Rosenberg                  |
| Jessica Jones |           | 2         | 13        | 8 de março de 2018     | Netflix | Melissa Rosenberg                  |
| Jessica Jones |           | 3         | 13        | 14 de junho de 2019    | Netflix | Melissa Rosenberg e Scott Reynolds |
| Luke Cage     |           | 1         | 13        | 30 de setembro de 2016 | Netflix | Cheo Hodari Coker                  |
| Luke Cage     |           | 2         | 13        | 22 de junho de 2018    | Netflix | Cheo Hodari Coker                  |
| Iron Fist     |           | 1         | 13        | 17 de março de 2017    | Netflix | Scott Buck                         |
| Iron Fist     |           | 2         | 10        | 7 de setembro de 2018  | Netflix | M. Raven Metzner                   |
| The Defenders |           | 1         | 8         | 18 de agosto de 2017   | Netflix | Doug Petrie and Marco Ramirez      |
| The Punisher  |           | 1         | 13        | 17 de novembro de 2017 | Netflix | Steve Lightfoot                    |
| The Punisher  |           | 2         | 13        | 18 de janeiro de 2019  | Netflix | Steve Lightfoot                    |

Em outubro de 2013, a Marvel estava preparando quatro séries de drama e uma minissérie para apresentar a serviços de vídeo sob demanda e provedores a cabo, com a Netflix, Amazon e WGN America expressando interesse. Em novembro daquele ano, foi anunciado que a Disney forneceria à Netflix com séries em live-action baseadas em Demolidor, Jessica Jones, Luke Cage e Punho de Ferro, levando a uma minissérie baseada nos Defensores. Em abril de 2016, a Marvel e a Netflix encomendaram The Punisher como um spin-off de Daredevil. A Netflix cancelou todas as suas séries da Marvel até o final de fevereiro de 2019, encerrando sua parceria com a Marvel Television, mas continuando a exibir as temporadas existentes. Os personagens apresentados nas séries não podem aparecer em nenhuma série ou filme que não seja da Netflix por pelo menos dois anos após o cancelamento delas. Loeb declarou em agosto de 2019 que, ao categorizar a lista mais ampla da Marvel Television, as séries da Netflix são referidas internamente como "Marvel Street-Level Heroes" ou "Marvel Knights".

### Séries deyoung-adult
| Série          | Temporada | Temporada | Episódios | Originalmente exibida  | Originalmente exibida  | Originalmente exibida | Showrunner(s)                    |
| Série          | Temporada | Temporada | Episódios | Primeira exibição      | Última exibição        | Rede                  | Showrunner(s)                    |
| -------------- | --------- | --------- | --------- | ---------------------- | ---------------------- | --------------------- | -------------------------------- |
| Runaways       |           | 1         | 10        | 21 de novembro de 2017 | 9 de janeiro de 2018   | Hulu                  | Josh Schwartz e Stephanie Savage |
| Runaways       |           | 2         | 13        | 21 de dezembro de 2018 | 21 de dezembro de 2018 | Hulu                  | Josh Schwartz e Stephanie Savage |
| Runaways       |           | 3         | 10        | 13 de dezembro de 2019 | 13 de dezembro de 2019 | Hulu                  | Josh Schwartz e Stephanie Savage |
| Cloak & Dagger |           | 1         | 10        | 7 de junho de 2018     | 2 de agosto de 2018    | Freeform              | Joe Pokaski                      |
| Cloak & Dagger |           | 2         | 10        | 4 de abril de 2019     | 30 de maio de 2019     | Freeform              | Joe Pokaski                      |

Na San Diego Comic-Con de 2011, Loeb anunciou que uma série baseada nos personagens Manto e Adaga da Marvel Comics estava em desenvolvimento; A Freeform deu ordem de produção para o projeto da série em abril de 2016. Em agosto daquele ano, o Hulu encomendou uma nova série baseada no grupo dos quadrinhos dos Fugitivos. A Marvel inicialmente disse que não havia planos de crossover entre as duas séries, mas Manto e Adaga foram anunciados para aparecer na terceira temporada de Runaways em agosto de 2019. Loeb explicou que a Marvel categorizou Runaways e Cloak & Dagger como sua franquia de "YA", ou "young-adult", e disse que o impulso da Marvel Television para o gênero "young-adult" foi em reação a Marvel Studios fazendo o mesmo com o Homem-Aranha. Loeb esperava que houvesse mais crossovers entre as duas séries, mas Cloak and Dagger foi cancelada em outubro de 2019, seguido por Runaways tendo sua última temporada anunciada em novembro do mesmo ano.

### Adventure into Fear
| Série    | Temporada | Temporada | Episódios | Originalmente exibida | Originalmente exibida | Originalmente exibida | Showrunner(s)   |
| Série    | Temporada | Temporada | Episódios | Primeira exibição     | Última exibição       | Rede                  | Showrunner(s)   |
| -------- | --------- | --------- | --------- | --------------------- | --------------------- | --------------------- | --------------- |
| Helstrom |           | 1         | 10        | 16 de outubro de 2020 | 16 de outubro de 2020 | Hulu                  | Paul Zbyszewski |

O Hulu encomendou a produção de duas séries baseadas no Ghost Rider e nos irmãos Daimon e Ana Helstrom em maio de 2019. A intenção era construir um universo interconectado entre as duas séries de forma semelhante as séries da Marvel da Netflix. A Marvel inicialmente se referiu às séries como o pilar dos "Espíritos da Vingança", com Loeb acrescentando que elas estavam se movendo para um novo canto "arrepiante" do Universo Marvel. Loeb disse em agosto que a Marvel agora se referia a essas séries coletivamente como "Adventure into Fear", e que mais séries sob essa marca estavam em desenvolvimento. Um mês depois, o Hulu decidiu não avançar mais com Ghost Rider. Quando a Marvel Television foi incorporada na Marvel Studios em dezembro, o estúdio disse que a produção de Helstrom seria concluída, mas nenhuma outra série seria desenvolvida. Helstrom foi cancelada um ano depois, em dezembro de 2020. 
No entanto, apesar de ser uma produção da Marvel Television lançada já sob tutela da Marvel Studios, não há qualquer menção à marca "Marvel", seja acima do título da série ou qualquer referência em seu material promocional, a não ser nos créditos. Diferente disto, outras duas séries animadas foram lançadas após a incorporação porém com o marca "Marvel" estilizada em seus títulos, Marvel's M.O.D.O.K. e Marvel's Hit-Monkey.

## Marvel Studios
Todas as séries da Marvel Studios estão sendo lançadas no Disney+ e coexistem junto com os filmes de suas respectivas fases.

#### Fase Quatro
Dois especiais de televisão do Marvel Studios Special Presentations também estão incluídos na Fase Quatro.
| Série                             | Temporada   | Temporada   | Episódios   | Originalmente exibida  | Originalmente exibida  | Showrunner(s)    | Diretor(es)                                       |
| Série                             | Temporada   | Temporada   | Episódios   | Primeira exibição      | Última exibição        | Showrunner(s)    | Diretor(es)                                       |
| Fase Quatro                       | Fase Quatro | Fase Quatro | Fase Quatro | Fase Quatro            | Fase Quatro            | Fase Quatro      | Fase Quatro                                       |
| --------------------------------- | ----------- | ----------- | ----------- | ---------------------- | ---------------------- | ---------------- | ------------------------------------------------- |
| WandaVision                       |             | 1           | 9           | 15 de janeiro de 2021  | 5 de março de 2021     | Jac Schaeffer    | Matt Shakman                                      |
| The Falcon and the Winter Soldier |             | 1           | 6           | 19 de março de 2021    | 23 de abril de 2021    | Malcolm Spellman | Kari Skogland                                     |
| Loki                              |             | 1           | 6           | 9 de junho de 2021     | 14 de julho de 2021    | Michael Waldron  | Kate Herron                                       |
| What If...?                       |             | 1           | 9           | 11 de agosto de 2021   | 6 de outubro de 2021   | A. C. Bradley    | Bryan Andrews                                     |
| Hawkeye                           |             | 1           | 6           | 24 de novembro de 2021 | 22 de dezembro de 2021 | Jonathan Igla    | Rhys Thomas, Bert e Bertie                        |
| Moon Knight                       |             | 1           | 6           | 30 de março de 2022    | 4 de maio de 2022      | Jeremy Slater    | Mohamed Diab, Justin Benson e Aaron Moorhead      |
| Ms. Marvel                        |             | 1           | 6           | 8 de junho de 2022     | 13 de julho de 2022    | Bisha K. Ali     | Adil, Bilall, Meera Menon e Sharmeen Obaid-Chinoy |
| She-Hulk: Attorney at Law         |             | 1           | 9           | 18 de agosto de 2022   | 13 de outubro de 2022  | Jessica Gao      | Kat Coiro e Anu Valia                             |

#### Fase Cinco
| Série                                 | Temporada  | Temporada  | Episódios  | Originalmente exibida  | Originalmente exibida   | Showrunner(s)             | Diretor(es)                                                                    |
| Série                                 | Temporada  | Temporada  | Episódios  | Primeira exibição      | Última exibição         | Showrunner(s)             | Diretor(es)                                                                    |
| Fase Cinco                            | Fase Cinco | Fase Cinco | Fase Cinco | Fase Cinco             | Fase Cinco              | Fase Cinco                | Fase Cinco                                                                     |
| ------------------------------------- | ---------- | ---------- | ---------- | ---------------------- | ----------------------- | ------------------------- | ------------------------------------------------------------------------------ |
| Secret Invasion                       |            | 1          | 6          | 21 de junho de 2023    | 26 de julho de 2023     | Kyle Bradstreet           | Thomas Bezucha e Ali Selim                                                     |
| Loki                                  |            | 2          | 6          | 5 de outubro de 2023   | 9 de novembro de 2023   | Eric Martin               | Justin Benson e Aaron Moorhead                                                 |
| What If...?                           |            | 2          | 9          | 22 de dezembro de 2023 | 30 de dezembro de 2023  | A. C. Bradley             | Stephan Franck e Bryan Andrews                                                 |
| What If...?                           |            | 3          | 8          | 22 de dezembro de 2024 | 29 de dezembro de 2024  | Matthew Chauncey          | Stephan Franck e Bryan Andrews                                                 |
| Echo                                  |            | 1          | 5          | 9 de janeiro de 2024   | 9 de janeiro de 2024    | Marion Dayre e Amy Rardin | Sydney Freeland e Catriona McKenzie                                            |
| Agatha All Along                      |            | 1          | 9          | 18 de setembro de 2024 | 30 de outubro de 2024   | Jac Schaeffer             | Jac Schaeffer, Rachel Goldberg e Gandja Monteiro                               |
| Your Friendly Neighborhood Spider-Man |            | 1          | 10         | 29 de janeiro de 2025  | 19 de fevereiro de 2025 | Jeff Tramell              | Mel Zwyer e Stuart Livingston                                                  |
| Daredevil: Born Again                 |            | 1          | 9          | 4 de março de 2025     | 15 de abril de 2025     | Dario Scardapane          | Justin Benson, Aaron Moorhead, Michael Cuesta, Jeffrey Nachmanoff e David Boyd |
| Ironheart                             |            | 1          | 6          | 24 de junho de 2025    | 1 de julho de 2025      | Chinaka Hodge             | Sam Bailey e Angela Barnes                                                     |

#### Fase Seis
| Série                                 | Temporada | Temporada | Episódios  | Originalmente exibida  | Originalmente exibida  | Showrunner(s)    | Diretor(es)                                           | Estado       |
| Série                                 | Temporada | Temporada | Episódios  | Primeira exibição      | Última exibição        | Showrunner(s)    | Diretor(es)                                           | Estado       |
| Fase Seis                             | Fase Seis | Fase Seis | Fase Seis  | Fase Seis              | Fase Seis              | Fase Seis        | Fase Seis                                             | Fase Seis    |
| ------------------------------------- | --------- | --------- | ---------- | ---------------------- | ---------------------- | ---------------- | ----------------------------------------------------- | ------------ |
| Eyes of Wakanda                       |           | 1         | 4          | 1 de agosto de 2025    | 1 de agosto de 2025    | Todd Harris      | Todd Harris e John Fang                               | Lançada      |
| Marvel Zombies                        |           | 1         | 4          | 24 de setembro de 2025 | 24 de setembro de 2025 | Bryan Andrews    | Bryan Andrews                                         | Em produção  |
| Wonder Man                            |           | 1         | 8          | dezembro de 2025       | TBA                    | Andrew Guest     | Destin Daniel Cretton e Stella Meghie                 | Pós-produção |
| Daredevil: Born Again                 |           | 2         | 8          | março de 2026          | TBA                    | Dario Scardapane | Justin Benson e Aaron Moorhead                        | Pós-produção |
| Vision Quest                          |           | 1         | 8          | 2026                   | A anunciar             | Terry Matalas    | Terry Matalas, Christopher J. Byrne e Vincenzo Natali | Pós-produção |
| Your Friendly Neighborhood Spider-Man |           | 2         | A anunciar | 2026                   | A anunciar             | Jeff Trammell    | A anunciar                                            | Em produção  |

### Possível série na ABC
Após o fechamento da Marvel Television, a ABC disse que continuava comprometida em apresentar conteúdo da Marvel. Em janeiro de 2020, a presidente da ABC Entertainment, Karey Burke, disse que conversas estavam começando com Feige e a Marvel Studios sobre o que seria uma série da Marvel Studios na ABC, mas ela notou que o foco da Marvel estava nas séries do Disney+.